# Sollevamento pesi ai Giochi della XIV Olimpiade - Pesi leggeri
La competizione della categoria pesi leggeri (fino a 67,5 kg) di sollevamento pesi ai Giochi della XIV Olimpiade si è svolta il giorno 10 agosto 1948  al Earls Court Exhibition Centre a Londra.

## Regolamento
La classifica era ottenuta con la somma delle migliori alzate delle seguenti 3 prove:
- Distensione lenta
- Strappo
- Slancio

Su ogni prova ogni concorrente aveva diritto a tre alzate.

## Risultati
| Pos.    | Atleta               | Nazione       | Peso Atleta | Totale | Distensione lenta | Distensione lenta | Distensione lenta | Strappo | Strappo | Strappo | Slancio | Slancio | Slancio |
| Pos.    | Atleta               | Nazione       | Peso Atleta | Totale | 1                 | 2                 | 3                 | 1       | 2       | 3       | 1       | 2       | 3       |
| ------- | -------------------- | ------------- | ----------- | ------ | ----------------- | ----------------- | ----------------- | ------- | ------- | ------- | ------- | ------- | ------- |
| Oro     | Ibrahim Shams        | Egitto        | 65,74       | 360,0  | 92,5              | 97,5              | 97,5              | 107,5   | 112,5   | 115,0   | 140,0   | 145,0   | 147,5   |
| Argento | Attia Hamouda        | Egitto        | 67,10       | 360,0  | 100,0             | 105,0             | 105,0             | 102,5   | 107,5   | 110,0   | 135,0   | 140,0   | 145,0   |
| Bronzo  | Jim Halliday         | Gran Bretagna | 67,13       | 340,0  | 90,0              | 95,0              | 95,0              | 105,0   | 110,0   | 110,0   | 130,0   | 135,0   | 140,0   |
| 4       | John Terpak          | Stati Uniti   | 67,17       | 340,0  | 97,5              | 102,5             | 105,0             | 102,5   | 107,5   | 107,5   | 130,0   | 135,0   | 137,5   |
| 5       | John Stuart          | Canada        | 67,46       | 332,5  | 102,5             | 107,5             | 110,0             | 100,0   | 105,0   | 105,0   | 125,0   | 130,0   | 130,0   |
| 6       | Kim Chang-hee        | Corea del Sud | 66,42       | 330,0  | 90,0              | 95,0              | 97,5              | 95,0    | 100,0   | 102,5   | 130,0   | 135,0   | 140,0   |
| 7       | Na Si-Yun            | Corea del Sud | 66,47       | 330,0  | 90,0              | 95,0              | 95,0              | 95,0    | 100,0   | 100,0   | 130,0   | 135,0   | 140,0   |
| 8       | Joe Pitman           | Stati Uniti   | 66,62       | 322,5  | 95,0              | 100,0             | 102,5             | 95,0    | 100,0   | 100,0   | 127,5   | 132,5   | 132,5   |
| 9       | George Espeut        | Giamaica      | 66,91       | 322,5  | 95,0              | 95,0              | 100,0             | 95,0    | 100,0   | 100,0   | 127,5   | 132,5   | 132,5   |
| 10      | Jørgen Fryd Petersen | Danimarca     | 66,94       | 315,0  | 85,0              | 90,0              | 92,5              | 92,5    | 97,5    | 100,0   | 120,0   | 125,0   | 127,5   |
| 11      | René Aleman          | Francia       | 67,22       | 315,0  | 90,0              | 95,0              | 97,5              | 90,0    | 95,0    | 97,5    | 122,5   | 127,5   | 127,5   |
| 12      | Giuseppe Colantuono  | Italia        | 66,88       | 312,5  | 87,5              | 92,5              | 95,0              | 90,0    | 95,0    | 100,0   | 120,0   | 125,0   | 127,5   |
| 13      | Ron Eland            | Gran Bretagna | 65,52       | 310,0  | 90,0              | 95,0              | 95,0              | 90,0    | 95,0    | 95,0    | 115,0   | 120,0   | -       |
| 14      | Sigvard Kinnunen     | Svezia        | 67,38       | 307,5  | 85,0              | 90,0              | 90,0              | 95,0    | 100,0   | 102,5   | 120,0   | 120,0   | 125,0   |
| 15      | Frank Teräskari      | Finlandia     | 67,45       | 307,5  | 82,5              | 82,5              | 87,5              | 100,0   | 105,0   | 107,5   | 120,0   | 120,0   | 130,0   |
| 16      | Gonzalo Alvarado     | Perù          | 66,95       | 305,0  | 90,0              | 95,0              | 95,0              | 90,0    | 95,0    | 97,5    | 115,0   | 120,0   | 125,0   |
| 17      | Théophile Huyge      | Belgio        | 66,90       | 300,0  | 85,0              | 90,0              | 90,0              | 87,5    | 92,5    | 92,5    | 115,0   | 120,0   | 122,5   |
| 18      | Salvador Lo Presti   | Argentina     | 67,16       | 300,0  | 85,0              | 90,0              | 90,0              | 85,0    | 90,0    | 95,0    | 115,0   | 120,0   | 125,0   |
| 19      | Asadollah Mihani     | Iran          | 66,21       | 295,0  | 85,0              | 90,0              | 90,0              | 92,5    | 97,5    | 97,5    | 117,5   | 122,5   | 125,0   |
| 20      | Hugo D'Atri          | Argentina     | 67,50       | 295,0  | 80,0              | 85,0              | 90,0              | 85,0    | 90,0    | 92,5    | 110,0   | 115,0   | 120,0   |
| 21      | Hugo Banda           | Messico       | 63,79       | 272,5  | 80,0              | 85,0              | 87,5              | 70,0    | 75,0    | 80,0    | 102,5   | 107,5   | 112,5   |
| 22      | Fernando Louro       | Cuba          | 66,58       | 185,0  | 92,5              | 97,5              | 97,5              | 92,5    | 97,5    | -       | 117,5   | 117,5   | -       |